# Гюновка
Гюновка (укр. Гюнівка) — село,
Гюновский сельский совет,
Великобелозёрский район,
Запорожская область,
Украина.
Код КОАТУУ — 2321183501. Население по переписи 2001 года составляло 720 человек .
Является административным центром Гюновского сельского совета, в который, кроме того, входит село
Зелёная Балка.

## Географическое положение
Село Гюновка находится в 1,5 км от села Зелёная Балка и в 5 км от села Великая Белозёрка.
По селу протекает пересыхающий ручей с запрудой.

## История
- 1861 год — дата основания как село Гуновка.[источник не указан 891 день]
- 1958 год — переименовано в село Гюновка.